# 中村常次郎
中村 常次郎（なかむら つねじろう、1907年 - 1980年7月16日）は、日本の経営学者。東京大学名誉教授。

## 生涯
秋田県秋田市出身。東京帝国大学経済学部卒、1954年「経営経済学の展開」で東京大学より経済学博士の学位を取得。福島高等商業学校教授を務め、1949-1951年福島大学の初代学長、東京大学経済学部教授となり、1968年定年退官、名誉教授、中央大学教授、創価大学教授を務めた。

## 著書
- 『ドイツ経営経済学』東京大学出版会 1982

### 共編著
- 『輸出羽二重業の實態 上　川俣機業の構造』編著 岩瀬書店 1954
- 『近代経営学基本用語辞典』編著 春秋社 1962
- 『事業部制 組織と運営』編著 春秋社 1966
- 『経営学』編 有斐閣双書 1970
  - 『経営学 第3版』高柳暁共編 有斐閣双書 1987
- 『国際経営学概論 経営環境論的方法の展開』村山元英共著 東洋経済新報社 1973
- 『近代経営学小辞典 新訂版』編著 春秋社 1974
- 『入門経営学叢書 1 経営学原理』編 法学書院 1977
- 『現代経営学説』編 有斐閣 1980
- 『現代ドイツ経営学説』鈴木英寿・小島三郎共編 同文館出版 1980

### 翻訳
- J.N.バーマン『国家利益と多国籍企業』村山元英共訳 東洋経済新報社 1975

### 記念論文集
- 『現代経営学の課題 中村常次郎先生還暦記念論文集』高宮晋,岩尾裕純,諸井勝之助編 有斐閣 1974

## 論文
- <中村常次郎